# 小林英男
小林 英男（こばやし ひでお、1942年1月 - ）は、日本の機械工学者。東京工業大学名誉教授。元日本高圧力技術協会会長。元日本非破壊検査協会会長。安全功労者内閣総理大臣表彰等受賞。

## 人物・経歴
1965年武蔵工業大学（現東京都市大学）工学部機械工学科卒業、東京工業大学助手。
1972年東京工業大学工学博士。1973年東京工業大学助教授。1987年東京工業大学教授。1998年日本材料学会副会長、日本学術会議人間と工学研究連絡委員会委員。2000年日本高圧力技術協会副会長。2003年日本非破壊検査協会会長。2005年東京工業大学名誉教授、横浜国立大学安心・安全の科学研究教育センター特任教授、日本高圧力技術協会会長。

## 著書
- 『固体の強度』共立出版 1976年
- 『破壊力学』共立出版 1993年
- 『破壊事故―失敗知識の活用』共立出版 2007年

## 受賞・栄典
- 1975年日本機械学会論文賞[4]
- 1980年日本機械学会論文賞[4]
- 1980年日本原子力学会技術賞[4]
- 1988年日本材料学会論文賞[4]
- 1992年日本機械学会材料力学部門業績賞[4]
- 1997年日本機械学会会員功労者表彰[4]
- 1997年日本機械学会事業功労者表彰[4]
- 2001年高圧ガス保安協会会長表彰[4]
- 2002年ガス保安功労者経済産業大臣表彰[4]
- 2003年原子力安全功労者経済産業大臣表彰[4]
- 2004年高圧ガス保安功労者経済産業大臣表彰 [4]
- 2004年日本機械学会材料力学部門功績賞[4]
- 2006年工業標準化功労者経済産業大臣表彰[4]
- 2007年安全功労者内閣総理大臣表彰[4]
- 2014年日本溶接協会賞功労賞[5]
- 2012年春の褒章（経済産業省推薦分）藍綬褒章を受章
- 2023年春の叙勲 瑞宝中綬章を受章[6][7]